# .gent
.gent (nom de la ville de Gand en néerlandais) est un domaine de premier niveau générique destiné aux sites web de Gand. Le Bureau d'enregistrement Combell a reçu l'autorisation de gérer ce nom de domaine, avec le soutien de la ville de Gand. Avec .brussels et .vlaanderen, ce sont les seuls TLD géographiques introduits en Belgique.

## Histoire
En 2012, trois demandes ont été présentées à l'ICANN pour des domaines de premier niveau génériques en Belgique. Les places ont été tirées au sort plaçant .gent à la 1 021e place, .vlaanderen à la 1 416e place et .brussels à la 1 518e. Le 23 janvier 2014, Combell a signé l'accord .gent avec l'ICANN. Depuis le 4 septembre 2014 l'extension .gent  est disponible pour le grand public.

## Statistiques d'usage
En janvier 2025, environ 3 400 domaines utilisent l'extension .gent.